# Tilloidea
Tilloidea — род жесткокрылых насекомых семейства пестряков.

## Описание
Надкрылья с поперечными перевязями.

## Систематика
В составе рода:
- Tilloidea notata (Klug, 1842)
- Tilloidea transversalis (Charpentier, 1825)
- Tilloidea unifasciata (Fabricius, 1787)